# 丁吉拉伊省
丁吉拉伊省是西非國家畿內亞的33個省之一，位於該國中部，由法拉納大區負責管轄，首府設於丁吉拉伊，北臨馬里，東接錫吉里省，南毗庫魯薩省和達波拉省，西鄰馬木省和圖蓋省，面積14,500平方公里，人口約156,000。